# Çatallar, Serik
Çatallar là một xã thuộc huyện Serik, tỉnh Antalya, Thổ Nhĩ Kỳ. Dân số thời điểm năm 2011 là 334 người.